# Storozhevoy (1940)
El destructor Storozhevoy (en ruso: Сторожевой, lit. 'Protector') fue el buque líder de su clase (oficialmente conocido como Proyecto 7U) de dieciocho destructores de la clase Storozhevoy construidos para la Armada Soviética a finales de la década de 1930. Aunque comenzó la construcción como un destructor de la clase Gnevny, el Storozhevoy se completó en 1940 con el diseño modificado del Proyecto 7U.
En junio de 1941, mientras servía con la Flota del Báltico, un torpedo alemán destruyó su proa apenas unos días después del comienzo de la invasión alemana de la Unión Soviética (Operación Barbarroja). Aunque la tripulación sufrió grandes pérdidas, la parte de popa del barco permaneció a flote y fue remolcado a las bases navales soviéticas, y finalmente reparado durante el sitio de Leningrado mediante la instalación de una quilla de un destructor del Proyecto 30 sin terminar desde finales de 1942 hasta principios de 1943. Volviendo al servicio activo en septiembre del último año, el Storozhevoy bombardeó las posiciones de las tropas del Eje durante los meses finales del asedio. Después de la guerra, continuó sirviendo en el Báltico y se convirtió brevemente en un buque escuela antes de ser desguazado a finales de la década de 1950.

## Diseño y descripción
Construido originalmente como un buque de Clase Gnevny, el Svirepy y sus buques gemelos se completaron con el diseño modificado del Proyecto 7U después de que Iósif Stalin, Secretario General del Partido Comunista de la Unión Soviética, ordenara que estos últimos se construyeran con las calderas dispuestas en escalón, en lugar de estar enlazadas como en los destructores de la clase Gnevny, de modo que el barco aún pudiera moverse con una o dos calderas inoperativas.
Al igual que los destructores de la Clase Gnevny, los destructores del Proyecto 7U tenían una eslora de 112,5 metros y una manga de 10,2 metros, pero tenían un calado reducido de 3,98 metros a plena carga. Los barcos tenían un ligero sobrepeso, desplazando 1727 toneladas con carga estándar y 2279 toneladas a plena carga. La tripulación de la clase Storozhevoy ascendía a 207 marineros y oficiales en tiempo de paz, pero podía aumentar hasta los 271 en tiempo de guerra, ya que se necesitaba más personal para operar el equipo adicional. Cada buque tenía un par de turbinas de vapor con engranajes, cada una impulsando una hélice, diseñada para producir 54.000 C.V en el eje utilizando vapor de cuatro calderas de tubos de agua, que los diseñadores esperaban superaría los 37 nudos (69 km/h) de velocidad de los Project 7 porque había vapor adicional disponible. El propio Skory solo alcanzó los 36,8 nudos (68,2 km/h) durante sus pruebas de mar en 1943. Las variaciones en la capacidad de fueloil significaron que el alcance de los destructores de la clase Storozhevoy varió de 1380 a 2700 millas náuticas (2560 a 5000 km) a 19 nudos (35 km/h).
Los buques de la clase Storozhevoy montaban cuatro cañones B-13 de 130 milímetros en dos pares de monturas individuales superfuego a proa y popa de la superestructura. La defensa antiaérea corría a cargo de un par de cañones 34-K AA de 76,2 milímetros en monturas individuales y tres cañones AA 21 K de 45 milímetros, así como cuatro ametralladoras simples DK o DShK AA de 12,7 milímetros. Llevaban seis tubos lanzatorpedos de 533 mm en dos montajes triples giratorios en medio del barco. Los buques también podían transportar un máximo de 58 a 96 minas y 30 cargas de profundidad. Estaban equipados con un juego de hidrófonos Marte para la guerra antisubmarina, aunque estos eran inútiles a velocidades superiores a tres nudos (5,6 km/h).

### Modificaciones
La nueva proa instalada en el destructor Storozhevoy incluía la torreta gemela BL-2M de 130 mm de los barcos del Proyecto 30, con un suministro de munición de 744 rondas. Sus cañones antiaéreos de 45 mm fueron reemplazados por seis cañones AA más nuevos de 37 mm (1,5 pulgadas) (70-K), mientras que el resto de su armamento principal permaneció igual. También se instaló un radar de búsqueda británico Tipo 291, la nueva proa aumentó la longitud total del casco en un metro y su calado a 4,18 metros. La nueva proa y las modificaciones adicionales cambiaron su desplazamiento estándar a 1892 toneladas métricas y 2453 toneladas métricas a plena carga. Durante las pruebas de mar en 1944, alcanzó una velocidad máxima de 38,9 nudos (72,0 km/h; 44,8 mph) y tenía una autonomía máxima de 1800 millas náuticas (3300 km) a 17 nudos (31 km/h; 20 mph). Después de la guerra, todos sus cañones AA fueron reemplazados por ocho versiones V-11M refrigeradas por agua del cañón 70-K en monturas gemelas.

## Historial
Se inició su construcción en el Astillero N.º 190 (Zhdanov) en Leningrado con el nombre de astillero número 517 el 26 de agosto de 1936 como un destructor de clase Gnevny. Durante enero de 1938 fue reconstruido como el primer destructor del Proyecto 7U y botado el 2 de octubre de ese mismo año. Aunque fue aceptado oficialmente en la Armada Soviética el 6 de octubre de 1940, no se unió oficialmente a la Flota del Báltico hasta el 12 de abril de 1941, cuando se subió a bordo la bandera naval soviética. El 14 de junio de 1941, una semana antes del comienzo de la Operación Barbarroja, la invasión alemana de la Unión Soviética, y junto con el resto de la 2.ª División de Destructores del Destacamento de Fuerzas Ligeras de la flota, fue trasladado de Riga a Ust-Dvinsk, en la RSS de Letonia.
Durante los primeros días después de que comenzara la Operación Barbarroja, el Storozhevoy se encargó de colocar campos de minas defensivos, realizando su primera operación de este tipo el 24 de junio en el Estrecho de Irbe. Para colocar minas adicionales allí, partió nuevamente de Ust-Dvinsk la noche del 26 de junio junto con sus buques gemelos Stoyky y Serdity, así como con el antiguo destructor de clase Izyaslav, el Engels. Para realizar la operación contaba con 75 minas marinas que estaban apiladas en la cubierta. Después de llegar al estrecho, a las 02:27h del 27 de junio cinco E-boats alemanes de la 3.ª Flotilla atacaron el buque frente a los bajíos de Mijailovsky. Un torpedo lanzado por el S-59 o el S-31 golpeó el lado izquierdo del barco cerca del cargador delantero; la explosión resultante destruyó su proa con su superestructura y el trinquete. Este último se hundió instantáneamente, mientras que la sala de calderas delantera y la pila delantera sufrieron graves daños. 84 tripulantes y su comandante, el capitán de 3.er rango, I.F. Lomakin, murieron en la explosión. Al no haber podido detectar los E-boats, los soviéticos creyeron que el ataque fue realizado por un submarino.
La tripulación logró mantener a flote la parte de popa del destructor, controlando las inundaciones y manteniendo en funcionamiento las turbinas de vapor y tres calderas. A las 16:00 horas fue remolcado por el destructor Engels, que luego fue relevado por otros barcos. En varias etapas, fue remolcado a Tallin y de allí a Kronstadt, donde fue atracado en dique seco el 7 de julio. Durante los meses siguientes, se retiraron las partes gravemente dañadas del barco y se reforzó el mamparo que quedaba más adelante. Después de ser trasladado a Leningrado el 20 de noviembre, el asedio de la ciudad impidió realizar más reparaciones y permaneció suspendida hasta agosto de 1942. El barco fue alcanzado nuevamente, una vez el 23 y nuevamente el 24 de abril por la artillería alemana aunque le ocasionaron pocos daños. El 24 de mayo, su embudo de popa fue alcanzado por un proyectil de artillería alemán, lo que provocó daños en sus turbinas, entre otras máquinas. El 15 de julio de 1942  fue transferido al Astillero N.º 190 porque no se pudo fabricar una nueva proa debido al asedio, se la equipó con la proa del destructor Organizovanny del Proyecto 30 sin terminar. Después de completar las reparaciones el 1 de mayo de 1943, el destructor volvió al servicio activo el 10 de septiembre después de realizar las pruebas de mar. Su servicio de combate adicional se limitó a bombardear posiciones del Eje en apoyo de las fuerzas terrestres durante el asedio de Leningrado.

## Posguerra
Después de la guerra, entre el 25 de febrero de 1946 y el 4 de enero de 1956, formó parte de la 4.ª Flota después de que se dividiera la Flota del Báltico. El 17 de febrero del último año, el Storozhevoy fue retirado de la flota de combate y reclasificado como destructor de entrenamiento. Su tripulación se disolvió el 28 de enero de 1958 y el 11 de marzo fue retirada de la flota para ser desguazado, lo que fue realizado por Glavvtorchermet entre 1958 y 1959, en Liepāja (RSS de Letonia).

## Biografía
- Balakin, Serguéi (2007). Легендарные "семёрки" Эсминцы "сталинской" серии [Los Siete legendarios: la serie del destructor de Stalin] (en ruso). Moscú: Yauza/Eksmo. ISBN 978-5-699-23784-5.
- Berezhnoy, Serguéi (2002). Крейсера и миноносцы. Справочник [Guía de cruceros y destructores] (en ruso). Moscú: Voenizdat. ISBN 5-203-01780-8.
- Hill, Alexander (2018). Soviet Destroyers of World War II. New Vanguard (en inglés) 256. Oxford, UK: Osprey Publishing. ISBN 978-1-4728-2256-7.
- Platonov, Andréi V. (2002). Энциклопедия советских надводных кораблей 1941–1945 [Enciclopedia de barcos de superficie soviéticos 1941-1945] (en ruso). San Petersburgo: Poligon. ISBN 5-89173-178-9.
- Rohwer, Jürgen (2005). Chronology of the War at Sea 1939–1945: The Naval History of World War Two (en inglés) (3.ª edición). Annapolis, Maryland: Naval Institute Press. ISBN 1-59114-119-2.
- Rohwer, Jürgen; Monakov, Mijaíl S. (2001). Stalin's Ocean-Going Fleet (en inglés). Londres: Frank Cass. ISBN 0-7146-4895-7.
- Yakubov, Vladímir; Worth, Richard (2008). «The Soviet Project 7/7U Destroyers».  En Jordan, John; Dent, Stephen, eds. Warship 2008 (en inglés). Londres: Conway. pp. 99-114. ISBN 978-1-84486-062-3.